# Michèle Rakotoson
Michèle Rakotoson (sinh năm 1948) là một nhà văn, nhà báo và nhà sản xuất phim đến từ Madagascar. Tiểu thuyết của bà bao gồm Dadabé. Từ năm 1983, bà sống chủ yếu ở Pháp.

## Công trinh
- Dadabe: et autres nouvelles (1984) ISBN 2-86537-076-3
- Le bain des reliques: roman malgache (1988) ISBN 2-86537-218-9
- La Maison morte (The Dead House) (vở kịch, 1991) [1]
- Elle, au printemps: roman (1996) ISBN 2-907888-64-1
- Henoÿ - Fragment en écorce (1998) ISBN 2-88253-115-X
- Lalana: roman (2002) ISBN 2-87678-783-0
- Juillet au pays: recit (2007) ISBN 978-2-91-465988-8
- Tovonay, l'enfant du Sud: roman (2010) ISBN 978-2-84280-159-5
- Passeport đổ Antananarivo: Tana la belle: recit (2011) ISBN 978-2-35-639054-7
- Madame à la campagne: Thời trang malgaches (2015) ISBN 979-10-90103-24-5
- Ambatomanga, Le silence et la douleur"", Édition Broche, (2022)